# Arclais
Arclais est une ancienne commune française du département du Calvados et la région Normandie, intégrée au territoire de Saint-Pierre-Tarentaine depuis le 30 janvier 1964. Elle fait partie depuis le 1er janvier 2016 de la commune nouvelle de Souleuvre en Bocage.

## Histoire
La paroisse d'Arclais est supprimée sous la Révolution et réunie à celle de Montamy, mais elle est cependant instituée en commune.
La commune fusionne avec celle de Saint-Pierre-Tarentaine par l'arrêté préfectoral du 30 janvier 1964.

## Démographie
| 1793 | 1800 | 1806 | 1821 | 1831 | 1836 | 1841 |
| ---- | ---- | ---- | ---- | ---- | ---- | ---- |
| 155  | 155  | 160  | 164  | 133  | 127  | 117  |

| 1846 | 1851 | 1856 | 1861 | 1866 | 1872 | 1876 |
| ---- | ---- | ---- | ---- | ---- | ---- | ---- |
| 125  | 134  | 120  | 103  | 110  | 100  | 97   |

| 1881 | 1886 | 1891 | 1896 | 1901 | 1906 | 1911 |
| ---- | ---- | ---- | ---- | ---- | ---- | ---- |
| 107  | 100  | 90   | 72   | 76   | 78   | 82   |

| 1921 | 1926 | 1931 | 1936 | 1946 | 1954 | 1962 |
| ---- | ---- | ---- | ---- | ---- | ---- | ---- |
| 79   | 85   | 91   | 88   | 71   | 64   | 73   |

## Lieux et monuments
- Chapelle funéraire dans le cimetière. L'église a été démolie lors de la suppression de la paroisse.